# 7 Mages
7 Mages (tchèque : Brány Skeldalu: 7 Mágů, littéralement Gates of Skeldal: 7 Mages) est un jeu vidéo sorti en 2016 développé par Napoleon Games. C'est le troisième opus de la série Gates of Skeldal. Chaque personnage a une mélodie qu'il peut jouer pour affecter directement n'importe qui à portée de voix.
L'histoire est une adaptation du film de référence d'Akira Kurosawa, Les Sept Samouraïs.

## Système de jeu
7 Mages est un dungeon crawler qui propose un gameplay similaire à Gates of Skeldal. Le joueur se déplace en cases en temps réel, mais les combats sont au tour par tour. Chaque mage a une spécialisation, comme être un guerrier ou un archer.
Il existe plusieurs types de magie, comme la magie élémentaire et la magie musicale, etc. La magie musicale utilise des instruments et son effet s'affaiblit avec de plus grandes distances. La magie peut soigner, recharger du mana, ressusciter des compagnons morts, etc.

## Accueil
7 Mages détiennent une note de 90% sur l'agrégateur de critiques Metacritic.
TouchArcade a fait l'éloge du gameplay. Il a noté les énigmes, même si "son approche ne va probablement pas plaire à tout le monde". Un autre éloge a été pour le système de combat et la conception du donjon. L'histoire a été notée comme étant une partie plus faible du jeu.
7 Mages a remporté le prix du jeu tchèque de l'année pour la Meilleure histoire.